# Ocosia
Ocosia is een geslacht van straalvinnige vissen uit de familie van napoleonvissen (Tetrarogidae).

## Soorten
- Ocosia apia Poss & Eschmeyer, 1975
- Ocosia fasciata Matsubara, 1943
- Ocosia possi Mandrytsa & Usachev, 1990
- Ocosia ramaraoi Poss & Eschmeyer, 1975
- Ocosia spinosa Chen, 1981
- Ocosia vespa Jordan & Starks, 1904
- Ocosia zaspilota Poss & Eschmeyer, 1975